# Karl-Heinz Bußert
Karl-Heinz Bußert, född den 8 januari 1955 i Kirchmöser i Tyskland, är en östtysk roddare.
Han tog OS-guld i scullerfyra i samband med de olympiska roddtävlingarna 1976 i Montréal.